# Hong Un-jong
Hong Un-jong (en chosŏn'gŭl, 홍은정; en hancha, 洪恩情; Hamgyong, 9 de marzo de 1989) es una gimnasta norcoreana que ganó la medalla de oro en salto en los Juegos Olímpicos de Pekín 2008. Es hermana de Hong Su-jong.

## Trayectoria
Participó en los Campeonatos Mundiales de Aarhus 2006 y Stuttgart 2007. En estos últimos fue 23ª en el concurso general individual, y se clasificó para la final de salto, donde acabó cuarta.
En 2008 participó en la Copa del Mundo de Maribor, donde obtuvo la victoria en salto y fue cuarta en barras asimétricas.
En los Juegos Olímpicos de Pekín 2008 se clasificó para la final de salto, celebrada el 18 de agosto, en la que ganó la medalla de oro pese a no partir como favorita. La medalla de plata fue para alemana Oksana Chusovitina y la de bronce para la china Cheng Fei.
En el Mundial de Glasgow 2015 logró la plata en el ejercicio de salto de potro, tras la rusa Mariya Paseka.
Pertenece al Club de Deportes de Pionyang.